# Laura Antonelli
Laura Antonelli (Pola, Croacia, 28 de noviembre de 1941-Ladispoli, Italia, 22 de junio de 2015), registrada como Laura Antonaz, fue una actriz italiana de cine, que apareció en 45 películas entre 1965 y 1991.

## Primeros años
Laura Antonelli nació en Pola, Italia (hoy Pula, Croacia), antigua capital de Istria. Se mudó con su familia primero a Génova y luego a Venecia, antes de que todos se establecieran en Nápoles. Ella tenía un interés en la educación en su niñez, y en la adolescencia se convirtió en experta en gimnasia. En una entrevista para The New York Times, recordó: «Mis padres me habían hecho tomar horas de clases de gimnasia durante la adolescencia... Sentían que era fea, torpe, insignificante y esperaban que, al menos, desarrollara alguna gracia. Me volví muy buena, sobre todo en la gimnasia rítmica, que es una especie de danza». Dejando a un lado la ambición de hacer una carrera en matemáticas, se graduó como profesora de gimnasia. Ella se trasladó a Roma, donde se convirtió en maestra de gimnasia de secundaria y pudo conocer gente en la farándula, que le ayudó a encontrar puestos de trabajo como modelo.

## Carrera

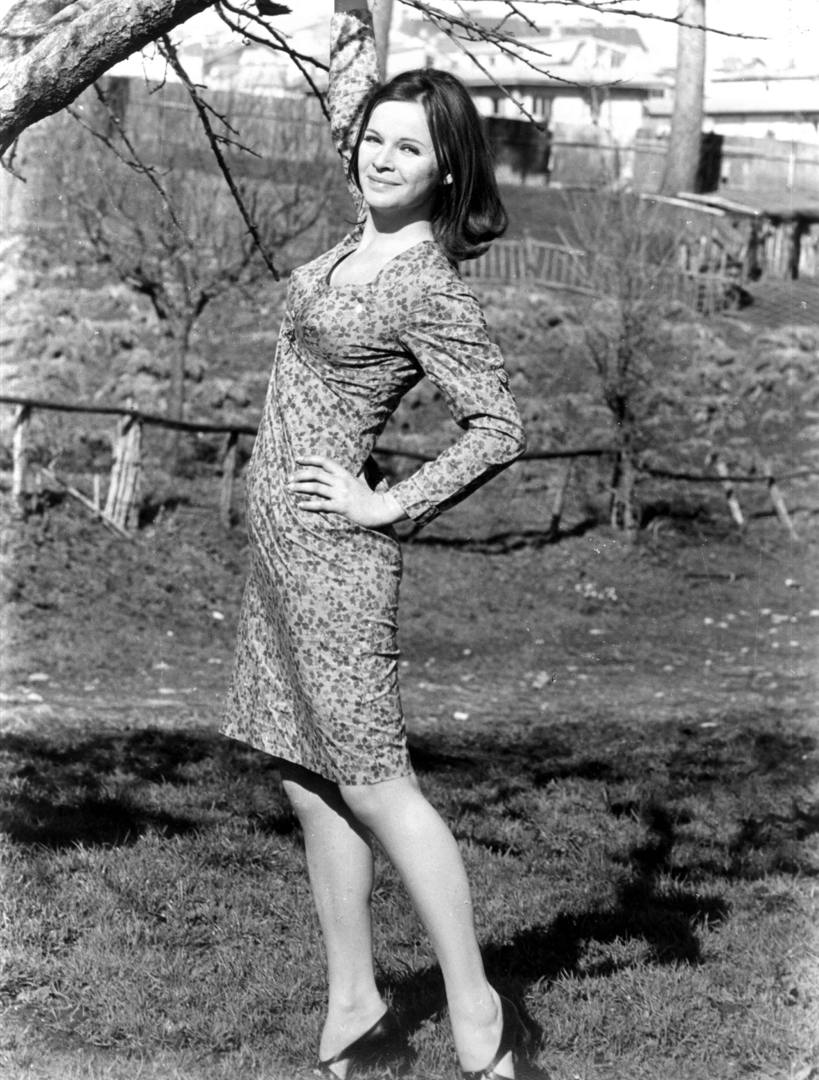
Laura Antonelli en 1974

Los primeros compromisos de Antonelli incluyeron anuncios italianos para Coca-Cola. En 1965, hizo su primera aparición en el cine en Le sedicenni, aunque su actuación fue sin acreditar. Su debut en Estados Unidos se produjo en 1966 en Dr. Goldfoot and the Girl Bombs. Otros papeles siguieron; el más famoso de ellos podría decirse que fue Malizia de 1973. Ella apareció en un número de comedias sexuales como Mio Dio, come sono caduta in basso! (1974).
Trabajó en películas más serias también, como la última película de Luchino Visconti, El inocente (1976). En Mogliamante, una película romántica de 1977, interpretó a una mujer reprimida experimentando un despertar sexual. Más tarde apareció en Passione d'amore (1981). El papel más reciente de Antonelli fue en la secuela Malizia 2000 (1991). Ella ganó el Premio del Sindicato Nacional de Periodistas Cinematográficos, el Nastro d'argento, en 1974 por Malizia.
El 27 de abril de 1991, durante una redada policial encontraron cocaína en la casa de Antonelli. Posteriormente, fue condenada por posesión y tráfico y condenada a arresto domiciliario. Ella pasó diez años apelando la condena que finalmente fue revocada.
En 2006, el tribunal italiano de apelaciones dictaminó a favor de Antonelli y al pago a la actriz de 108 000 euros.

## Muerte
Antonelli murió el 22 de junio de 2015 a los 73 años, de un ataque al corazón.

## Filmografía
- Le sedicenni (1965)
- Spie vengono dal semifreddo (1966)
- Scusi, lei è favorevole o contrario? (1967)
- La rivoluzione sessuale (1968)
- Satyricon (1968)
- Un detective (1969)
- Le malizie di Venere (1969)
- L'Arcangelo (1969)
- Cabalgando al infierno (A Man Called Sledge, 1970)
- Gradiva (1970)
- Incontro d'amore a Bali (1970)
- Il merlo maschio (1971)
- Les Mariés de l'an II (1971)
- Docteur Popaul (1972)
- Sans mobile apparent (1972)
- All'onorevole piacciono le donne (1972)
- Peccato veniale (1973)
- Sessomatto (1973)
- Malizia (1973)
- Mio Dio come sono caduta in basso! (1974)
- Simona (1975)
- Divina criatura (1976)
- L'Innocente (1976)
- Mogliamante (1977)
- Gran bollito (1977)
- Letti selvaggi (1979)
- Inside Laura Antonelli (1979)
- Il malato immaginario (1979)
- Mi faccio la barca (1980)
- Il turno (1981)
- Passione d'amore (1981)
- Secret Fantasy (1981)
- Casta e pura (1981)
- Sesso e volentieri (1982)
- Porca vacca (1982)
- Viuuulentemente mia (1982)
- Tranches de vie (1985)
- La venexiana (1986)
- Grandi magazzini (1986)
- La gabbia (1986)
- Roba da ricchi (1987)
- Rimini Rimini (1987)
- L'avaro (1989)
- Malizia 2000 (1991)